# Acanthocolax exilipes
Acanthocolax exilipes är en kräftdjursart som först beskrevs av C. B. Wilson 1911.  Acanthocolax exilipes ingår i släktet Acanthocolax och familjen Bomolochidae. Inga underarter finns listade i Catalogue of Life.